# Eleições parlamentares europeias de 2004 (Reino Unido)
As eleições parlamentares europeias de 2004 no Reino Unido foram realizadas a 10 de junho para eleger os 78 assentos do país para o Parlamento Europeu.

## Resultados Nacionais
| Partido                 | Partido                       | Votos      | %               | +/-   | Deputados | +/-     |
| ----------------------- | ----------------------------- | ---------- | --------------- | ----- | --------- | ------- |
|                         | Partido Conservador           | 4 397 090  | 25,88 / 100,00  | 7,62  | 27 / 78   | 9       |
|                         | Partido Trabalhista           | 3 718 683  | 21,88 / 100,00  | 4,37  | 19 / 78   | 10      |
|                         | UKIP                          | 2 650 768  | 15,60 / 100,00  | 9,08  | 12 / 78   | 9       |
|                         | Liberal Democratas            | 2 452 327  | 14,43 / 100,00  | 2,57  | 12 / 78   | 2       |
|                         | Partido Verde                 | 1 003 093  | 6,08 / 100,00   | 0,22  | 2 / 78    | Estável |
|                         | Partido Nacional Britânico    | 808 200    | 4,76 / 100,00   | 3,80  | 0 / 78    | Estável |
|                         | Partido Respeito              | 252 216    | 1,48 / 100,00   | Novo  | 0 / 78    | Novo    |
|                         | Partido Nacional Escocês      | 231 505    | 1,36 / 100,00   | 1,15  | 2 / 78    | Estável |
|                         | Partido Democrático Unionista | 175 761    | 1,03 / 100,00   | 0,77  | 1 / 78    | Estável |
|                         | Plaid Cymru                   | 159 888    | 0,94 / 100,00   | 0,79  | 1 / 78    | 1       |
|                         | Sinn Féin                     | 144 541    | 0,85 / 100,00   | 0,25  | 1 / 78    | Estável |
|                         | Partido Unionista do Ulster   | 91 164     | 0,54 / 100,00   | 0,58  | 1 / 78    | Estável |
|                         | Outros                        | 1 462 988  | 5,17 / 100,00   |       | 0 / 78    |         |
| Total                   | Total                         | 17 028 947 | 100,00 / 100,00 |       | 78 / 78   | 9       |
| Eleitorado/Participação | Eleitorado/Participação       | 44 118 453 | 38,60 / 100,00  | 14,60 |           |         |
| Fonte                   | Fonte                         | [ 1 ]      | [ 1 ]           | [ 1 ] | [ 1 ]     | [ 1 ]   |